# Steropodon galmani
Steropodon was een eierleggend zoogdier dat behoorde tot de onderklasse Australosphenida en verwant aan het vogelbekdier en mogelijk ook de mierenegels.
Steropodon galmani leefde in Australië tijdens het Albien, ongeveer 120 miljoen jaar geleden. In deze periode waren de zuidelijke continenten met elkaar verbonden. Australië bestond uit twee delen, van elkaar gescheiden door de ondiepe Eromangazee. Het zuidelijke deel lag nabij de zuidpoolcirkel, terwijl het noordelijke deel een warm en vochtig klimaat had en begroeid was met conifeerbossen. Steropodon leefde in deze noordelijke bossen samen met dinosauriërs zoals Muttaburrasaurus, Minmi , Australovenator, Diamantinasaurus en Wintonotitan, de laatste dicynodonten, pterosauriërs als Mythunga, primitieve vogels Nanantius en krokodillen.
Fossielen van Steropodon zijn gevonden in opaalvelden van de Lightning Ridge in noordelijk New South Wales. Het dier werd in 1985 beschreven op basis van een geopaliseerd deel van een onderkaak met enkele tanden. Op basis van dit fossiel wordt de lichaamslengte geschat op vijfendertig tot vijftig centimeter, waarmee Steropodon ongeveer zo groot als een huiskat was. Zijn tanden wijzen er op dat Steropodon zich voedde met slakken en kleine schaaldieren. In hetzelfde gebied is ook Kollikodon ritchieri, een iets grotere verwant van Steropodon gevonden. Meer naar het zuiden leefden de verwante Teinolophos en Kryoryctes.